# Palaestra eucera
Palaestra eucera es una especie de coleóptero de la familia Meloidae.

## Distribución geográfica
Habita en Gayndah (Queensland).